# Canto Alto e Valle del Giongo
Canto Alto e Valle del Giongo este o arie protejată (arie specială de conservare — SAC, sit de importanță comunitară — SCI) din Italia întinsă pe o suprafață de 565 ha, integral pe uscat.

## Localizare
Centrul sitului Canto Alto e Valle del Giongo este situat la coordonatele 45°45′53″N 9°39′12″E / 45.764722°N 9.653333°E.

## Înființare
Situl Canto Alto e Valle del Giongo a fost declarat sit de importanță comunitară în iunie 1995 pentru a proteja 44 de specii de animale. Situl a fost protejat și ca arie specială de conservare în iulie 2016.

## Biodiversitate
Situată în ecoregiunea alpină, aria protejată conține 8 habitate naturale: Pante stâncoase calcaroase cu vegetație casmofită, Peșteri inaccesibile publicului, Păduri pe pante, grohotișuri și ravene de Tilio-Acerion, Pajiști uscate seminaturale și facies de acoperire cu tufișuri pe substraturi calcaroase (Festuco-Brometalia) (* situri importante pentru orhidee), Izvoare petrifiante cu formare de travertin (Cratoneurion), Fânețe de joasă altitudine (Alopecurus pratensis, Sanguisorba officinalis), Pajiști cu Molinia pe soluri calcaroase, turboase sau argilos-nămoloase (Molinion caeruleae), Păduri ilirice de stejar și carpen (Erythronio-Carpinion).
La baza desemnării sitului se află mai multe specii protejate:
- păsări (39): uliu porumbar (Accipiter gentilis), uliu păsărar (Accipiter nisus), acvilă de munte (Aquila chrysaetos), buha (Bubo bubo), șorecarul comun (Buteo buteo), caprimulg (Caprimulgus europaeus), Certhia brachydactyla, șerpar (Circaetus gallicus), erete de stuf (Circus aeruginosus), erete vânăt (Circus cyaneus), erete cenușiu (Circus pygargus), botgros (Coccothraustes coccothraustes), ciocănitoare pestriță mare (Dendrocopos major), presură de munte (Emberiza cia), presură de grădină (Emberiza hortulana), șoim de iarnă (Falco columbarius), șoim călător (Falco peregrinus), șoimul rândunelelor (Falco subbuteo), acvilă pitică (Hieraaetus pennatus), Hippolais polyglotta, sfrâncioc roșiatic (Lanius collurio), gaia neagră (Milvus migrans), gaia roșie (Milvus milvus), ciuf-pitic (Otus scops), vultur pescar (Pandion haliaetus), viespar (Pernis apivorus), codroșul de pădure (Phoenicurus phoenicurus), pitulice de munte (Phylloscopus bonelli), pitulice sfârâitoare (Phylloscopus sibilatrix), pițigoi sur (Poecile palustris), Prunella collaris, Ptyonoprogne rupestris, stăncuță alpină (Pyrrhocorax graculus), mărăcinar (Saxicola rubetra), țiclete (Sitta europaea), huhurez mic (Strix aluco), silvie mediteraneană (Sylvia melanocephala), silvie porumbacă (Sylvia nisoria), fluturașul de stâncă (Tichodroma muraria)
- amfibieni (2): izvoraș-cu-burta-galbenă (Bombina variegata), Triturus carnifex
- nevertebrate (3): Austropotamobius pallipes, croitorul mare al stejarului (Cerambyx cerdo), rădașcă (Lucanus cervus)

Pe lângă speciile protejate, pe teritoriul sitului au mai fost identificate 41 de specii de plante, 1 specie de amfibieni, 11 specii de mamifere, 3 specii de nevertebrate, 5 specii de reptile.